# Onthophagus lumareti
Onthophagus lumareti là một loài bọ cánh cứng trong họ Bọ hung (Scarabaeidae).